# ساني كايتا
ساني هارونا كايتا (بالإنجليزية: Sani Haruna Kaita) (مواليد 2 مايو 1986 في كانو) لاعب كرة قدم نيجيري يلعب حاليا في نادي ألانيا فلاديكافكاز الروسي .

## روابط خارجية
- ساني كايتا على موقع الاتحاد الدولي (مؤرشف)  (الإنجليزية)
- ساني كايتا على موقع اتحاد أوكرانيا (الإنجليزية)
- ساني كايتا على موقع قاعدة بيانات كرة القدم.إي يو (الإنجليزية)
- ساني كايتا على موقع ناشيونال فوتبول تيمز (الإنجليزية)
- ساني كايتا على موقع Soccerway.com (الإنجليزية)
- ساني كايتا على موقع عالم كرة القدم.نت (الإنجليزية)
- ساني كايتا على موقع كووورة
- ساني كايتا على موقع أوليمبيديا (الإنجليزية)